# Bonner Durchmusterung
El Bonner Durchmusterung ("compilación de Bonn" en alemán) es un catálogo estelar publicado por Friedrich Wilhelm Argelander, Adalbert Krüger y Eduard Schönfeld entre 1859 y 1862. Recoge 324.198 estrellas con sus posiciones para la época 1855.0, siendo el catálogo más importante anterior a la aparición de los primeros catálogos fotográficos.
Inicialmente solo cubría el cielo del hemisferio norte y una parte del hemisferio sur, de manera que fue ampliado con el Südliche Durchmusterung (SD), que cubre estrellas entre las declinaciones -1° y -23° (1886, 120.000 estrellas). Posteriormente se amplió con el Cordoba Durchmusterung (CD, 580.000 estrellas), que se comienza a compilar en Córdoba, Argentina, en 1892 por iniciativa de John M. Thome y cubre las declinaciones -22° a -90°. La última ampliación del catálogo fue la Cape Photographic Durchmusterung (CPD, 450.000 estrellas, 1896), compilado en Ciudad del Cabo, Sudáfrica, y que cubre declinaciones entre -18° y -90°.
Los nombres de las estrellas se designan con la inicial del catálogo al cual pertenecen (BD, SD, CD, CPD) seguida de la declinación de la estrella y un número para ordenar todas las estrellas con la misma declinación. Por ejemplo, BD-22º5866 es un sistema estelar incluido en el primer catálogo Durchmusterung, situado a una declinación de -22° y clasificado como el 5.866 en dicha declinación. CPD-57º2874 es una estrella incluida en el Cape Photographic Durchmusterung situada a una declinación de -57º.
Actualmente se utiliza más la designación del Catálogo Henry Draper (HD), ya que también cuenta con información espectroscópica, pero como los Durchmusterung contienen mayor número de estrellas, cuando no existe la designación HD se utiliza la más antigua de los Durchmusterung.